# Göteborgs centrum
Göteborgs centrum Göteborg egyik kerülete, amely a belvárost fedi le. Lakossága kb. 56 000 fő.
A kerület biztosítja az óvodai és általános iskolai oktatást, családsegítést, a fogyatékkal élők és időskorúak gondozását, a könyvtárakat és helyi kulturális intézményeket, de környezetvédelmi és egészségügyi kérdésekkel is foglalkozik.
A kerülethez tartozó városrészek:
- Krokslätt
- Guldheden
- Landala
- Vasastaden
- Johanneberg
- Lorensberg
- Heden
- Inom Vallgraven
- Stampen
- Gårda[1]